# Mohammed Ba Rowis
Mohammed Ba Rowis (4 dicembre 1988) è un calciatore yemenita, difensore dell'Al Wahda e della nazionale yemenita.

## Carriera

### Club
Ha giocato nel campionato yemenita e qatariota.

### Nazionale
Ha esordito in nazionale nel 2012 e preso parte alla Coppa d'Asia 2019.